# Marie Gili-Pierre
Marie Gili-Pierre est une actrice française.

## Biographie
Début 2021, elle fait partie des nombreux et nombreuses signataires de la tribune d'Ariane Mnouchkine, directrice du Théâtre du Soleil, à propos du développement des vaccins contre le Covid-19 en France. Cette tribune reproche aux membres du gouvernements d'être trop lent dans son développement à grande échelle.

## Filmographie
Sauf indication contraire, les informations mentionnées dans cette section peuvent être confirmées par la base de données cinématographiques IMDb,  présente dans la section « Liens externes ».

### Cinéma

#### Longs métrages
- 2000 : Bon plan de Jérôme Lévy : Brigitte
- 2004 : La Blessure de Nicolas Klotz : la deuxième policière
- 2005 : Je préfère qu'on reste amis... de Olivier Nakache et Eric Toledano : la sixième femme du premier speed-dating
- 2005 : Papa de Maurice Barthélémy : Corinne, la patronne du café de la gare
- 2005 : Une aventure de Xavier Giannoli : l'infirmière à la clinique
- 2005 : Foon de Benoît Pétré, Deborah Saïag et Mika Tard : Ulla
- 2007 : Molière de Laurent Tirard : Geneviève
- 2007 : Naissance des pieuvres de Céline Sciamma : la caissière
- 2007 : La Vie d'artiste de Marc Fitoussi : la femme de ménage
- 2007 : Cap Nord de Sandrine Rinaldi
- 2008 : Les Liens du sang de Jacques Maillot : Maryvonne
- 2008 : Leur morale... et la nôtre de Florence Quentin : la belle-fille de Maduran
- 2009 : À l'origine de Xavier Giannoli : l'employée du CGI
- 2010 : Thelma, Louise et Chantal de Benoît Pétré : la dame de la casse
- 2010 : Gardiens de l'ordre de Nicolas Boukhrief : Léa - lieutenant femme équipe Roland
- 2012 : Renoir de Gilles Bourdos : la gouvernante de l’hôtel
- 2012 : After de Géraldine Maillet : la première policière
- 2013 : 12 ans d'âge de Frédéric Proust : l'employée de la banque
- 2013 : Mon âme par toi guérie de François Dupeyron : Marianne, la serveuse
- 2014 : L'Ex de ma vie de Dorothée Sebbagh : la femme du quadra
- 2014 : Tiens-toi droite de Katia Lewkowicz : l'amie de Sam
- 2017 : Sage Femme de Martin Provost : Evelyne
- 2021 : L'Horizon de Emilie Carpentier : la juge

#### Courts métrages
- 2001 : La mer à boire de Erika Haglund : la femme
- 2003 : Ni vue, ni connue de Dorothée Sebbagh : La caissière du soir
- 2004 : Mon homme de Stéphanie Tchou-Cotta : Eve
- 2004 : On est mort un million de fois de Dorothée Sebbagh : Babeth
- 2005 : Bonbon au poivre de Marc Fitoussi : Estelle
- 2007 : Sous mes yeux de Stéphanie Vasseur : la mère
- 2009 : Ada de Elsa Diringer
- 2016 : Les nouvelles folies françaises de Thomas Blanchard

### Télévision

#### Téléfilms
- 2008 : On m'a volé mon adolescence : la marraine
- 2012 : Quand les poules auront des dents de Bertrand Van Effenterre : Valérie

#### Séries télévisées
- 2002-2009 : PJ
  - Ep. 6.06 - Chien méchant de Gérard Vergez : Katy
  - Ep. 13.04 - Dérive de Thierry Petit : Valérie Musset
- 2007 : Chez Maupassant (Ep. 1.05 - Le Père Amable de Olivier Schatzky) : une paysanne
- 2008 : C'est votre histoire (Ep. On m'a volé mon adolescence de Alain Guiraudie) : la marraine
- 2009 : La Cour des grands (Ep. 2.03 - Enzo & Simon de Christophe Barraud) : Aline Tardieu
- 2009 : Boulevard du Palais
  - Ep. 11.01 - Un crime ordinaire de Thierry Petit : le médecin de la rééducation
  - Ep. 11.03 - Jeu de massacre de Thierry Petit : la concierge
- 2009 : Julie Lescaut (Ep. 20.01 - La morte invisible, de Thierry Petit) : Roselyne, la gardienne de l’immeuble
- 2010 : La Commanderie (Ep. 1.4-5 de Didier Le Pêcheur) : Margot Faziol
- 2011 : Flics (Ep. 2.01 de Thierry Petit) : la nounou Jade
- 2008-2011 : Hard
  - 1.01 de Cathy Verney : femme sauna
  - 2.04 de Cathy Verney : femme fan
- 2018-2019 : Hippocrate (Ep. 1.01, 1.05, 1.08) : mère Marion
- 2019 : Vernon Subutex (Ep. 1.02, réalisé par Cathy Verney) : lieutenant de police

## Voxographie
Sauf indication contraire, les informations mentionnées dans cette section peuvent être confirmées par la base de données cinématographiques IMDb,  présente dans la section « Liens externes ».

### Cinéma
- 2007 : Persepolis de Vincent Paronnaud et Marjane Satrapi : (voix diverses)